# Douglas Dawson
Sir Douglas Frederick Rawdon Dawson (25 aprile 1854 – 20 gennaio 1933) è stato un generale britannico.

## Biografia
Era il figlio del tenente colonnello Thomas Vesey Dawson, ucciso nella Battaglia di Inkerman, e di sua moglie, Augusta Frederica Annie FitzPatrick Wilson. Il suo nonno paterno era Richard Dawson, II barone Cremorne. Il fratello maggiore, Vesey, era un ufficiale dell'esercito britannico.
Studiò presso l'Eton College e lo Staff College.

## Carriera
Dawson ha prestato servizio nella Campagna d'Egitto del 1882, dove ha combattuto nelle battaglie di Mahuta, Kassassin, Tel el-Kebir e l'assedio del Cairo. Nella spedizione del Nilo (1884-1885), ha fatto parte delle Guards' Camel Corps, combattendo nella battaglia di Abu Klea. È stato poi nominato addetto militare (1895-1901), prima di tornare in Gran Bretagna, nel marzo 1902, dove prese il comando del 10th Provisional Battalion di stanza a Dover. L'anno successivo fu nominato Maestro delle Cerimonie di Edoardo VII (1903-1907) e poi come un Controllore del Dipartimento del Lord Ciambellano. Ha guadagnato il grado di tenente-colonnello del Coldstream Guards.
Allo scoppio della prima guerra mondiale è stato nominato Ispettore (1916-1919). Dopo la guerra, nel 1920, si è dimesso ed è stato nominato State Chamberlain, carica che mantenne fino al 1924.

## Matrimonio
Sposò, il 15 dicembre 1903, Aimée Evelyn Pirie, figlia di Gordon Pirie. Ebbero una figlia:
- Rosemary, sposò Vernon Erskine-Crum, ebbero un figlio.

## Ascendenza
|                                               |                                                |                                               | Genitori                               |  |  | Nonni |  |  | Bisnonni          |  |  | Trisnonni          |  |
|                                               |                                                |                                               |                                        |  |  |       |  |  | 8. Richard Dawson |  |  | 16. Richard Dawson |  |
|                                               |                                                |                                               |                                        |  |  |       |  |  | 8. Richard Dawson |  |  | 16. Richard Dawson |  |
|                                               |                                                | 17. Anne O'Brien                              |                                        |  |  |       |  |  | 8. Richard Dawson |  |  |                    |  |
| 4. Richard Thomas Dawson, II barone Cremorne  |                                                |                                               |                                        |  |  |       |  |  | 8. Richard Dawson |  |  |                    |  |
|                                               |                                                | 9. Catherine Graham                           | 18. Arthur Graham                      |  |  |       |  |  |                   |  |  |                    |  |
|                                               |                                                | 9. Catherine Graham                           | 18. Arthur Graham                      |  |  |       |  |  |                   |  |  |                    |  |
|                                               |                                                | 9. Catherine Graham                           | 19. Penelope Ligonier                  |  |  |       |  |  |                   |  |  |                    |  |
| 2. Thomas Vesey Dawson                        |                                                | 9. Catherine Graham                           |                                        |  |  |       |  |  |                   |  |  |                    |  |
|                                               |                                                | 10. John Whaley                               | 20. Richard Chapell Whaley             |  |  |       |  |  |                   |  |  |                    |  |
|                                               |                                                | 10. John Whaley                               | 20. Richard Chapell Whaley             |  |  |       |  |  |                   |  |  |                    |  |
|                                               |                                                | 10. John Whaley                               | 21. Anne Ward                          |  |  |       |  |  |                   |  |  |                    |  |
| 5. Anne Elizabeth Emily Whaley                |                                                | 10. John Whaley                               |                                        |  |  |       |  |  |                   |  |  |                    |  |
|                                               |                                                | 11. Anne Meade                                | 22. John Meade, I conte di Clanwilliam |  |  |       |  |  |                   |  |  |                    |  |
|                                               |                                                | 11. Anne Meade                                | 22. John Meade, I conte di Clanwilliam |  |  |       |  |  |                   |  |  |                    |  |
|                                               |                                                | 11. Anne Meade                                | 23. Theodosia Meade                    |  |  |       |  |  |                   |  |  |                    |  |
| 1. Douglas Frederick Rawdon Dawson            |                                                | 11. Anne Meade                                |                                        |  |  |       |  |  |                   |  |  |                    |  |
|                                               | 12. John FitzPatrick, II conte di Upper Ossory | 24. John FitzPatrick, I conte di Upper Ossory |                                        |  |  |       |  |  |                   |  |  |                    |  |
|                                               | 12. John FitzPatrick, II conte di Upper Ossory | 24. John FitzPatrick, I conte di Upper Ossory |                                        |  |  |       |  |  |                   |  |  |                    |  |
|                                               | 12. John FitzPatrick, II conte di Upper Ossory | 25. Evelyn Leveson-Gower                      |                                        |  |  |       |  |  |                   |  |  |                    |  |
| 6. John FitzPatrick, I barone Castletown      | 12. John FitzPatrick, II conte di Upper Ossory |                                               |                                        |  |  |       |  |  |                   |  |  |                    |  |
|                                               |                                                | 13. Elizabeth Wilson                          | …                                      |  |  |       |  |  |                   |  |  |                    |  |
|                                               |                                                | 13. Elizabeth Wilson                          | …                                      |  |  |       |  |  |                   |  |  |                    |  |
|                                               |                                                | 13. Elizabeth Wilson                          | …                                      |  |  |       |  |  |                   |  |  |                    |  |
| 3. Augusta Frederica Annie FitzPatrick Wilson |                                                | 13. Elizabeth Wilson                          |                                        |  |  |       |  |  |                   |  |  |                    |  |
|                                               |                                                | 14. Archibald Douglas                         | …                                      |  |  |       |  |  |                   |  |  |                    |  |
|                                               |                                                | 14. Archibald Douglas                         | …                                      |  |  |       |  |  |                   |  |  |                    |  |
|                                               |                                                | 14. Archibald Douglas                         | …                                      |  |  |       |  |  |                   |  |  |                    |  |
| 7. Augusta Mary Douglas                       |                                                | 14. Archibald Douglas                         |                                        |  |  |       |  |  |                   |  |  |                    |  |
|                                               |                                                | 15. Susan Murray                              | 30. John Murray, IV conte di Dunmore   |  |  |       |  |  |                   |  |  |                    |  |
|                                               |                                                | 15. Susan Murray                              | 30. John Murray, IV conte di Dunmore   |  |  |       |  |  |                   |  |  |                    |  |
|                                               |                                                | 15. Susan Murray                              | 31. Charlotte Stewart                  |  |  |       |  |  |                   |  |  |                    |  |
|                                               |                                                | 15. Susan Murray                              |                                        |  |  |       |  |  |                   |  |  |                    |  |